# Dennis Rommedahl
Dennis Rommedahl (Koppenhága, 1978. július 22. –) dán válogatott labdarúgó, jelenleg a dán Brøndby IF játékosa. 109 mérkőzésen 19 gólt szerzett a dán válogatott-ban. Részt vett a válogatottal a 2002-es világbajnokságon és a 2004-es Európa bajnokságon. 2007-ben a legjobb dán labdarúgó volt, valamint 2010-ben újra ebben a kitüntetésben részesítették.

## Pályafutása

### Korai évek
A Lyngby FC-nél kezdte pályafutását, ahol 1995-ben mutatkozott be a dán bajnokságban.

### Eindhoven
1997-ben a holland Eidhoven-hez került, ahol március 22-én SC Heerenveen elleni mérkőzésen debütált, amit a Heerenveen nyert meg 1-0-ra. 1997-98-as szezonra kölcsönadták a Waalwijk-nak. 1998-ban tért vissza. Összesen négyszer nyerte meg az Ajax az Eredivisie-t valamint négyszer a Johan Cruijff-schaal-t.

### Charlton
Rommedahl a holland PSV-éból az angol Charltonba igazolt 2004 nyarán és négy évre szóló szerződést írt alá. 2006 nyarán meg akarta venni az orosz Zenyit.
2006 decemberében meg akarta venni a dán FC København L 1 millió. 2007 nyarán a Galatasaray SK és Getafe CF is érdeklődött utána. Aztán mégis a holland Ajax-ba igazolt 2007. július 20-án  L 680,000.

### Ajax
Ötödször is megnyerte a Johan Cruijff-schaal-t.A második felévben kölcsönbe ment az NEC Nijmegen-be.

## Válogatottság
Morten Olsen, vagyis az Ajax korábbi edzője behívta Rommedahlot a válogatottba, ahol debütált 2000 augusztusában.A 2002-es világbajnokságon négy mérkőzést játszott, abból 1 gólt rúgott Franciaország.EURO 2004-en négy meccset játszott.

## Statisztika
| Szezon  | Klub              | Bajnokság         | Mérk | Gól |
| ------- | ----------------- | ----------------- | ---- | --- |
| 1995/96 | Lyngby FC         | Dán Superliga     | 9    | 0   |
| 1996/97 | Lyngby FC         | Dán Superliga     | 17   | 4   |
| 1996/97 | PSV Eindhoven     | Eredivisie        | 2    | 0   |
| 1997/98 | RKC Waalwijk      | Eredivisie        | 34   | 5   |
| 1998/99 | PSV Eindhoven     | Eredivisie        | 19   | 2   |
| 1999/00 | PSV Eindhoven     | Eredivisie        | 23   | 0   |
| 2000/01 | PSV Eindhoven     | Eredivisie        | 31   | 5   |
| 2001/02 | PSV Eindhoven     | Eredivisie        | 34   | 12  |
| 2002/03 | PSV Eindhoven     | Eredivisie        | 33   | 6   |
| 2003/04 | PSV Eindhoven     | Eredivisie        | 19   | 4   |
| 2004/05 | Charlton Athletic | FA Premier League | 26   | 2   |
| 2005/06 | Charlton Athletic | FA Premier League | 21   | 7   |
| 2006/07 | Charlton Athletic | FA Premier League | 28   | 0   |
| 2007/08 | Ajax              | Eredivisie        | 22   | 9   |
| Total   | Total             | Total             | 218  | 69  |

## Sikerei, díjai
- Eredivisie: 1997, 2000, 2001, 2003
- Holland Szuper Kupa:1998, 2000, 2001, 2003, 2007